# Лакирхен
Лакирхен (нем. Laakirchen) — город  в Австрии, в федеральной земле Верхняя Австрия. Входит в состав округа Гмунден.  Население составляет 9454 человека (на 31 декабря 2006 года). Занимает площадь 32,5 км². Официальный код  —  40711.

## Политическая ситуация
Бургомистр коммуны — Клаус Зильбермайр (СДПА) по результатам выборов 2003 года.
Совет представителей коммуны (нем. Gemeinderat) состоит из 37 мест.
- СДПА занимает 24 места.
- АНП занимает 10 мест.
- АПС занимает 3 места.

## Города-побратимы
- Обертсхаузен, Германия (1972)
- Джемона-дель-Фриули, Италия (2000)